# Parteiwechsel (Prozessrecht)
Parteiwechsel bezeichnet im Prozessrecht einen Wechsel in der Person einer Prozesspartei nach Rechtshängigkeit.

## Zivilprozess

### Abgrenzung zur Parteiberichtigung
In der Klageschrift muss der Kläger unter anderem die Parteien des Rechtsstreits bezeichnen (§ 253 Abs. 2 Nr. 1 ZPO). Die Bezeichnung einer Partei ist als Teil einer Prozesshandlung auslegungsfähig. Entscheidend ist, welche Person nach dem Gesamtzusammenhang der Prozesserklärung als Partei gemeint ist. Dazu können die mit der Klageschrift eingereichten sonstigen Unterlagen (Anlagen) herangezogen werden. Lässt sich daraus für das Gericht und für den Gegner mit der erforderlichen Sicherheit entnehmen, für und gegen wen die Klage erhoben werden soll, reicht das aus. Ungenaue Bezeichnungen wie falsche Vornamen oder Firmenbezeichnungen oder Irrtümer über die Rechtsform einer Gesellschaft können berichtigt werden, insbesondere nach gerichtlichem Hinweis gem. § 139 ZPO. Dasselbe gilt etwa bei Namensänderungen infolge Eheschließung. Das Gericht kann das Urteil gem. § 319 ZPO berichtigen.
Ein Parteiwechsel liegt nur vor, wenn eine Prozesspartei wegfällt oder ausgewechselt wird, z. B. bei Tod einer Partei, bei Veräußerung der streitbefangenen Sache oder eines Grundstücks oder wenn eine weitere Partei auf Kläger- oder Beklagtenseite hinzutritt (Parteibeitritt).

### Gesetzlich geregelte Fälle
Für bestimmte Konstellationen sind Zulässigkeit und Voraussetzungen des Parteiwechsels gesetzlich geregelt.

#### Tod einer Partei
Im Falle des Todes einer Partei (§ 239 Abs. 1 ZPO) und bei Eintritt des Nacherbfalls (§ 242 Abs. 1 ZPO) tritt eine Unterbrechung des Verfahrens ein bis zu dessen Aufnahme durch den Rechtsnachfolger oder gesetzlichen Vertreter der verstorbenen Partei. Auf Antrag wird das Verfahren bis dahin ausgesetzt (§ 243, § 246, § 248 Abs. 1 ZPO).
Die neue Partei ist an die früheren Prozesshandlungen der alten Partei und des Gerichts gebunden und muss diese so übernehmen. Die Parteibezeichnung im Klageantrag ist entsprechend anzupassen.
Die Zuständigkeit des Gerichts bleibt bestehen (Perpetuatio fori).

#### Veräußerung der streitbefangenen Sache
Sowohl der Kläger als auch der Beklagte dürfen nach Rechtshängigkeit die in Streit befangene Sache veräußern oder den geltend gemachten Anspruch abtreten (§ 265 Abs. 1 ZPO). Da die Veräußerung oder Abtretung auf den Prozess keinen Einfluss hat (§ 265 Abs. 2 ZPO), kann der Veräußerer bzw. der Zedent den begonnenen Prozess in gesetzlicher Prozessstandschaft weiterführen; er muss allerdings den Klageantrag auf Leistung an den Erwerber umstellen.
Es besteht auch die Möglichkeit, dass der Erwerber selbst den Prozess fortführt. Da der Beklagte den Erwerber in der Regel nicht kennt, muss der Beklagte dem Parteiwechsel zustimmen (§ 265 Abs. 2 Satz 2 ZPO).

#### Veräußerung eines Grundstücks
Im Falle der Veräußerung des Grundstücks ist der Rechtsnachfolger dagegen berechtigt und auf Antrag des Gegners verpflichtet, den Rechtsstreit in der Lage, in der er sich befindet, als Hauptpartei zu übernehmen (§ 266 Abs. 1 ZPO).

#### Parteibeitritt
Im Fall einer mehrfachen Pfändung kann jeder Gläubiger, für den der Anspruch gepfändet ist, sich dem Kläger in jeder Lage des Rechtsstreits als Streitgenosse anschließen (§ 856 Abs. 2 ZPO).

### Gewillkürter Parteiwechsel
Wenn kein gesetzlich geregelter Fall eines Parteiwechsels vorliegt, spricht man von einem gewillkürten Parteiwechsel.
Beispiel: K hat B auf Erfüllung eines Vertrages verklagt. Die Beweisaufnahme ergibt, dass V, der beim Vertragsschluss als Vertreter des B aufgetreten ist, keine Vertretungsmacht besaß und B den Vertragsschluss nicht genehmigt hat (§ 177 Abs. 1 BGB). K will nun die Klage auf V „umstellen“, weil nicht B, sondern V sein Vertragspartner sei.
Der gewillkürte Parteiwechsel geschieht auf Betreiben einer Prozesspartei und stellt nach h. M. eine zustimmungsbedürftige Klageänderung dar.

## Andere Verfahrensordnungen

### Verwaltungsprozessrecht
Gem. § 173 VwGO ist die Zivilprozessordnung entsprechend anzuwenden, soweit die Verwaltungsgerichtsordnung keine Bestimmungen über das Verfahren enthält. Stirbt der Kläger, gelten deshalb § 239, § 246 ZPO analog. Wird in einem Verwaltungsstreitverfahren um höchstpersönliche Rechte wie die Anerkennung als Asylberechtigter gestritten, so tritt im Falle des Todes des Klägers auch ohne die entsprechenden Erklärungen der Beteiligten die Erledigung der Hauptsache ein.

### Sozialgerichtsprozess
§ 202 Sozialgerichtsgesetz (SGG) verweist ebenfalls auf die entsprechende Anwendung der ZPO. Ein Beteiligtenwechsel kraft Gesetzes   kommt nach dem Tod des Klägers jedoch nur in Betracht, soweit insbesondere bei öffentlich-rechtlichen Sozialleistungsansprüchen eine Rechtsnachfolge eintreten kann. Die Sonderrechtsnachfolge von Angehörigen des Leistungsberechtigten ist für laufende Geldleistungen wie Rentenzahlungen in § 56 SGB I geregelt, für das Pflegegeld gilt § 19 Abs. 6 SGB XII. Wenn die Voraussetzungen für eine sozialrechtliche Rechtsnachfolge nicht gegeben sind, gelten die Vorschriften des Bürgerlichen Gesetzbuchs über die Erbfolge. Der Anspruch auf Sozialhilfe kann nicht übertragen, verpfändet oder gepfändet werden (§ 17 SGB XII). Ein Zessionar kann nach dem Tod des Zedenten den Prozess deshalb mangels Aktivlegitimation nicht fortführen.

### Finanzgerichtsordnung
Auch § 155 Finanzgerichtsordnung (FGO) verweist auf die entsprechende Anwendung der ZPO. Einen Aussetzungsantrag bei Tod des Klägers kann nur ein gem. § 62 FGO postulationsfähiger Bevollmächtigter stellen. Aufgrund der in § 70 Satz 1 FGO angeordneten entsprechenden Anwendung des § 17 Abs. 1 GVG wird die Zuständigkeit des Finanzgerichts durch eine nach Rechtshängigkeit eintretende Veränderung der sie begründenden Umstände grundsätzlich nicht berührt. Es entspricht herkömmlichen Rechtsgrundsätzen, dass im Falle eines gesetzlichen Beteiligtenwechsels infolge Übergang der Zuständigkeit auf einen anderen Rechtsträger dieser in das Verfahren einrückt, ohne dass entsprechende Erklärungen der Beteiligten erforderlich sind und ohne dass eine Klageänderung vorliegt.
Beteiligter am Verfahren über die Revision ist gem. § 122 FGO, wer am Verfahren über die Klage beteiligt war. Ein gewillkürter Beteiligtenwechsel  ist daher im Revisionsverfahren ausgeschlossen.

### Arbeitsgerichtsbarkeit
Für das Urteilsverfahren des ersten Rechtszugs gelten die Vorschriften der Zivilprozessordnung über das Verfahren vor den Amtsgerichten grundsätzlich entsprechend, § 46 Abs. 2 Arbeitsgerichtsgesetz (ArbGG).
Das Bundesarbeitsgericht teilt daher die Rechtsprechung des Bundesgerichtshofs zur Auslegungsfähigkeit von Klageanträgen. Selbst bei äußerlich eindeutiger, aber offenkundig unrichtiger oder irrtümlich mehrdeutiger Bezeichnung ist grundsätzlich diejenige Person als Partei im Kündigungsschutzprozess angesprochen, die erkennbar aus Sicht des Gerichts und des Beklagten nach dem Rubrum betroffen werden soll und auf die sich die prozessbegründenden Erklärungen wirklich beziehen. Die objektive Grenze der vom Gericht vorzunehmenden Auslegung ist die Wahrung der rechtlichen Identität bzw. die Nämlichkeit der Partei, die getroffen werden sollte. Bleibt die Partei nicht dieselbe, liegt keine bloße Berichtigung vor, sondern ein sog. gewillkürter Parteiwechsel, mit dem eine andere Partei in den Prozess eingeführt würde. Beharrt ein Kläger trotz gerichtlichen Hinweises darauf, dass er möglicherweise eine nicht existente oder die falsche Partei, d. h. einen Nicht-Arbeitgeber, verklagt hat, auf den Angaben in seiner Klageschrift, scheidet eine Rubrumsberichtigung aus und die Klage ist unzulässig.